# Psałterz św. Ludwika
Psałterz św. Ludwika – iluminowany XIII-wieczny łaciński psałterz. Znajduje się w zbiorach Francuskiej Biblioteki Narodowej (sygnatura MS Latin 10525).
Księga została wykonana dla króla Ludwika IX Świętego (1226-1270), prawdopodobnie po powrocie władcy z VI krucjaty w 1254 roku. Stanowiła własność jego następców do czasów Karola V Mądrego (1364-1380), który podarował ją swojej córce Marii, będącej zakonnicą w klasztorze dominikańskim w Poissy. Psałterz znajdował się w klasztorze do roku 1793, kiedy to w trakcie rewolucji francuskiej został zagrabiony i trafił w ręce paryskiego księgarza, który sprzedał go rosyjskiemu księciu Aleksemu Gołowkinowi. W 1811 roku księgę kupił od Gołowkina oficer kawalerii, bibliofil Michaił Golicyn. W roku 1818 odkupił ją od niego francuski ambasador w Petersburgu i podarował królowi Ludwikowi XVIII, który umieścił ją we Francuskiej Bibliotece Narodowej.
Manuskrypt ma wymiary 205×150 mm i składa się ze 162 kart in folio, oprawionych w drewno pokryte niebieskim aksamitem ze złoceniami. Księga rozpoczyna się cyklem 78 miniatur przedstawiających historie ze Starego Testamentu, od Kaina i Abla do wyboru Saula na króla Izraela. Postaci przedstawione są na tle elementów architektonicznych budowli gotyckich. Po cyklu miniatur znajduje się kalendarz z odnotowanymi datami śmierci członków najbliższej rodziny Ludwika IX. Psalmy podzielone są na 8 części, z których każda rozpoczyna się ozdobnym inicjałem.